# Billy Bremner
William „Billy” John Bremner (ur. 9 grudnia 1942 w Stirling, zm. 7 grudnia 1997 w Doncasterze) – szkocki piłkarz grający na pozycji pomocnika, przez większą część kariery związany z klubem Leeds United (określany jako jego legenda), wielokrotny reprezentant Szkocji.
Trafił do klubu z Elland Road na początku lat 60., od 1966 był kapitanem drużyny. Lista jego osiągnięć w tym zespole jest bardzo długa. W 1964 wygrał wraz z zespołem Second Division i awansował do pierwszej ligi. Z nim w składzie drużyna zdobyła dwa razy mistrzostwo ligi: w 1969 i 1974. W 1972 zdobył Puchar Anglii, a także Puchar Miast Targowych w 1968 i 1971. Przegrywał jednak zarówno w finale Pucharu Mistrzów w 1975, jak i finale PZP w 1973. Dla Leeds rozegrał 586 meczów i zdobył ponad 100 goli. W 1976 roku przeszedł do Hull City a potem został grającym-menedżerem w Doncaster Rovers, ale powrócił na Elland Road w 1985 jako menedżer.

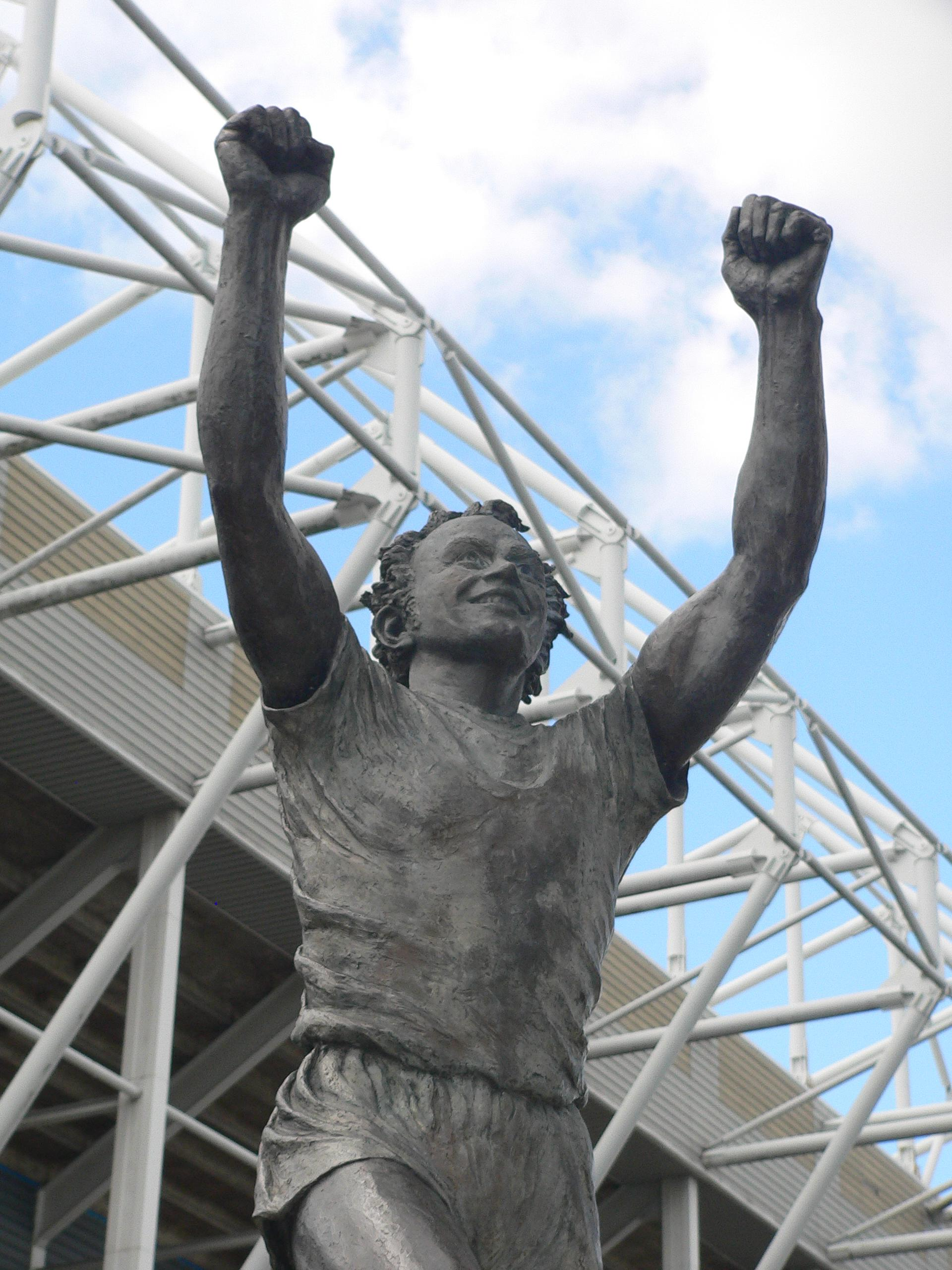
Pomnik Billy'ego Bremnera przed stadionem Elland Road

W reprezentacji Szkocji zadebiutował w 1965 w meczu z Hiszpanią. Miał wielki wpływ na zwycięstwo 3-2 Szkotów z Anglikami na Wembley w 1967. Brał udział w mistrzostwach świata w RFN w 1974. Łącznie rozegrał w reprezentacji 54 mecze i zdobył 3 gole. W 1973 został uznany piątym piłkarzem Europy. Przy stadionie Elland Road postawiono mu pomnik.